# 政井みね
政井 みね（まさい みね、1888年2月3日 - 1909年11月20日）は、日本の労働者。日本近代化を陰で支えた労働者の一人であり、かつて野麦峠を越えた女工を語る際に欠かせない人物である。

## 人物
岐阜県吉城郡河合村（現飛騨市河合町角川）の農村部に生まれた。当時はまだ貧しい農村部では、自らが出稼ぎに出る事で実家の食費を浮かし、家計を助けるという「口べらし（=口減らし）」が一般に行われており、みねも家計を助けるために信州の岡谷へ出稼ぎに出た。明治政府による富国強兵のもと、外貨獲得のために日本の近代化を支えたものは水の豊富な長野県諏訪地域における製糸業であり、みねを始め多くの女性が野麦峠を越えて出稼ぎに出た。

辰次郎に背負われるみねの像（野麦峠にて）

みねが100人以上の工女とともに信州・岡谷に向かったのは14歳になった1903年（明治36年）2月。交通の難所として知られていた野麦峠でも厳冬期は最も過酷な条件となる頃で、雪は氷の刃と化し、少女たちの足を容赦なく切り裂いた。「野麦の雪は赤く染まった」と言われる所以である(後に雪が赤く染まる理由は女工達の着物の染料だと分かったが、恐らくその中には女工の血液も含まれていた)。また、足を踏み外して谷に滑落する者、峠の宿（お助け茶屋）に入りきらずに吹雪の中を外で一夜を明かす者もいたという。
明治時代では労働基準法など存在せず、勤務先の製糸工場である山一林組は、蒸し暑さや悪臭などが漂う劣悪な環境での15時間にも及ぶ長時間労働に加え、工女の逃亡を防ぐため工場に鉄製の桟が張られているという他雇部屋にも近い状態であったが、みねを含め多くの工女たちは自分の賃金で実家を助けるため、また工場が休みとなる正月に両親と再会できる事を信じ、歯を食いしばって耐えた（当時の製糸業が実家の農作業に比べ比較にならない高収入であったことや、同じ工場の男性労働者よりも賃金が高かったこと等の背景もある）。
やがて、みねの仕事が高く評価されて工女の模範となり年収が百円を超えた（通称、百円工女、当時の百円は現在の三百万円前後：当時の小学校教員の初任給程度）。
しかし、1909年（明治42年）11月、政井家に「ミネビョウキスグヒキトレ」の電報が届き、兄・辰次郎は角川から岡谷まで夜通し2日間歩いた。辰次郎は松本で入院する事を勧めたが、みねは故郷の飛騨へ帰りたいと兄の提案を拒否した。辰次郎はみねを背中に背負って帰路についたが、5日目の11月20日午後2時頃に野麦峠に辿り着いたところで、みねは「あぁ、飛騨が見える」と呟き息を引き取った。辰次郎はみねを背中に背負ってさらに4日がかりで角川に帰着し、住民は手を合わせて迎えたという。みねの墓所は飛騨市河合町角川の専勝寺にある。
その後、山本茂実が明治40年前後の製糸工場の様子について女工数百人から聞き取りを行い、1968年（昭和43年）にルポルタージュ『あゝ野麦峠』にまとめた。このルポルタージュやその映画化（1979年）、テレビドラマ化（1980年）を通して有名になった。なお『あゝ野麦峠』の映画化の計画は1969年（昭和44年）に一度出ており、内田吐夢監督、吉永小百合主演（政井みね役）の予定であったが実現しなかった。現地を何回か訪れていた吉永は野麦峠に「政井みねの碑」を寄贈している。

## 演じた俳優
- 大竹しのぶ（映画・『あゝ野麦峠』）1979年
- 熊谷真実（テレビドラマ・『あゝ野麦峠』）1980年[3]